# Sheats Goldstein Residence
La Sheats Goldstein Residence est une maison conçue et construite entre 1961 et 1963 par l'architecte américain John Lautner à Beverly Crest, en Californie, à la frontière de Beverly Hills. 
Le bâtiment a été conçu et construit en grès provenant de la colline imitant la forme d'une grotte s'ouvrant sur le paysage. La maison est un exemple de l'architecture organique américaine qui tire sa forme d'une continuité de l'environnement naturel et de la personne pour laquelle il a été construit. Typique du travail de Lautner, le projet a été conçu à partir d'une idée dont une structure unique a été dérivée pour permettre de résoudre les défis apportés par le site.

## Histoire
La maison a été construite à l'origine pour Hélène et Paul Sheats et leurs trois enfants. Helen, artiste de profession, et Paul, professeur d'université, avaient déjà fait appel à Lautner pour le Sheats Appartements (1948-1949), projet situé à Westwood adjacent à l'Université de Californie à Los Angeles.
Il y a eu deux propriétaires consécutifs avant qu'un homme d'affaires, James Goldstein, achète la résidence en 1972, dans un état de délabrement certain. Les murs du salon n'existaient plus, et le dispositif de chauffage de la maison était défaillant. Goldstein fit appel à John Lautner pour travailler sur la transformation de la maison; une série de restructurations touchant l'ensemble de la maison sur une période de plus de deux décennies. Goldstein travailla sur le perfectionnement de la maison avec Lautner jusqu'à ce que l'architecte décède en 1994.
La Sheats Goldstein Residence est l'un des exemples les plus connus des réalisations de John Lautner; il a conçu non seulement la maison, mais le mobilier intérieur, les fenêtres, l'éclairage, les tapis, et autres fonctionnalités. La maison est très détaillée, et la portée du travail de l'architecte est visible à travers les différentes étapes de la réhabilitation. Tous les meubles améliorent la maison et sont totalement liés, de sorte que l'esthétique des formes fasse partie de l'ensemble.

La maison est construite en matériaux caractéristiques du modernisme : béton coulé sur place, acier et bois. La maison a été construite avec 5 chambres, 4 salles de bains, un séjour qui était à l'origine entièrement ouvert sur la terrasse, seulement protégée par un rideau d'air. Le salon dispose d'un espace ouvert qui crée une transition de l'intérieur vers l'extérieur, brouillant la ligne entre ces deux espaces. L'immense plafond à caissons du salon est percée de puits de lumières en verre dans le creux des coffres (750 puits de lumière au total). La maison utilise de la ventilation transversale pour le refroidissement; elle n'utilise donc pas de climatisation. La résidence dispose d'un plancher chauffant rayonnant avec des tuyaux en cuivre, aussi utilisés pour chauffer la piscine. Les chemins extérieur couverts mènent aux chambres à coucher et à la chambre parentale, et l'extérieur comprend un court de tennis et un night club.
Lautner a ouvert ces espaces en raison du climat tempéré que le Sud de la Californie propose le long de l'année. Les fenêtres de la piscine dans la chambre parentale sont également une idée originale qui a permis à Helen Sheats de surveiller ses enfants pendant qu'elle travaillait dans son studio situé sous la piscine.

### «Au-dessus de l'horizon»
Le skyspace, également appelé au Dessus de l'Horizon, est une installation d'art situé sur une pente raide au-dessous de la résidence. Le skyspace a été conçu par l'artiste James Turrell. Le projet est construit dans le même matériau de construction que la maison. À l'origine, James Goldstein a conçu cette installation d'art comme une collaboration entre John Lautner et James Turrell, mais Lautner est mort avant d'être en mesure de travailler plus sérieusement sur le projet. Maintenant terminée, la pièce dispose de deux portails qui se replient, faits en fibre de carbone, matériaux composites, par un ingénieur en aérospatiale. La salle contient également un salon en béton intégré pour profiter des milliers de LEDs cachées, inondant la salle tous les soirs pour un spectacle son et lumière spatial.
La maison est en vedette dans des films comme Charlie et ses drôles de dames Space Jam : Nouvelle Ère et The Big Lebowski, ainsi que dans le SouthLAnd série télévisée (Saison 1, Épisode 3.). Elle est également présente dans plusieurs clips musicaux tels que Let's Get Blown avec Snoop Dogg et Pharell Williams,  Order More par G Easy ou encore dans ATM Jam d'Azealia Banks. Il sert aussi de toile de fond pour des soirées — La fête d'anniversaire de Rihanna pour ses 27 ans y a eu lieu.

## Galerie

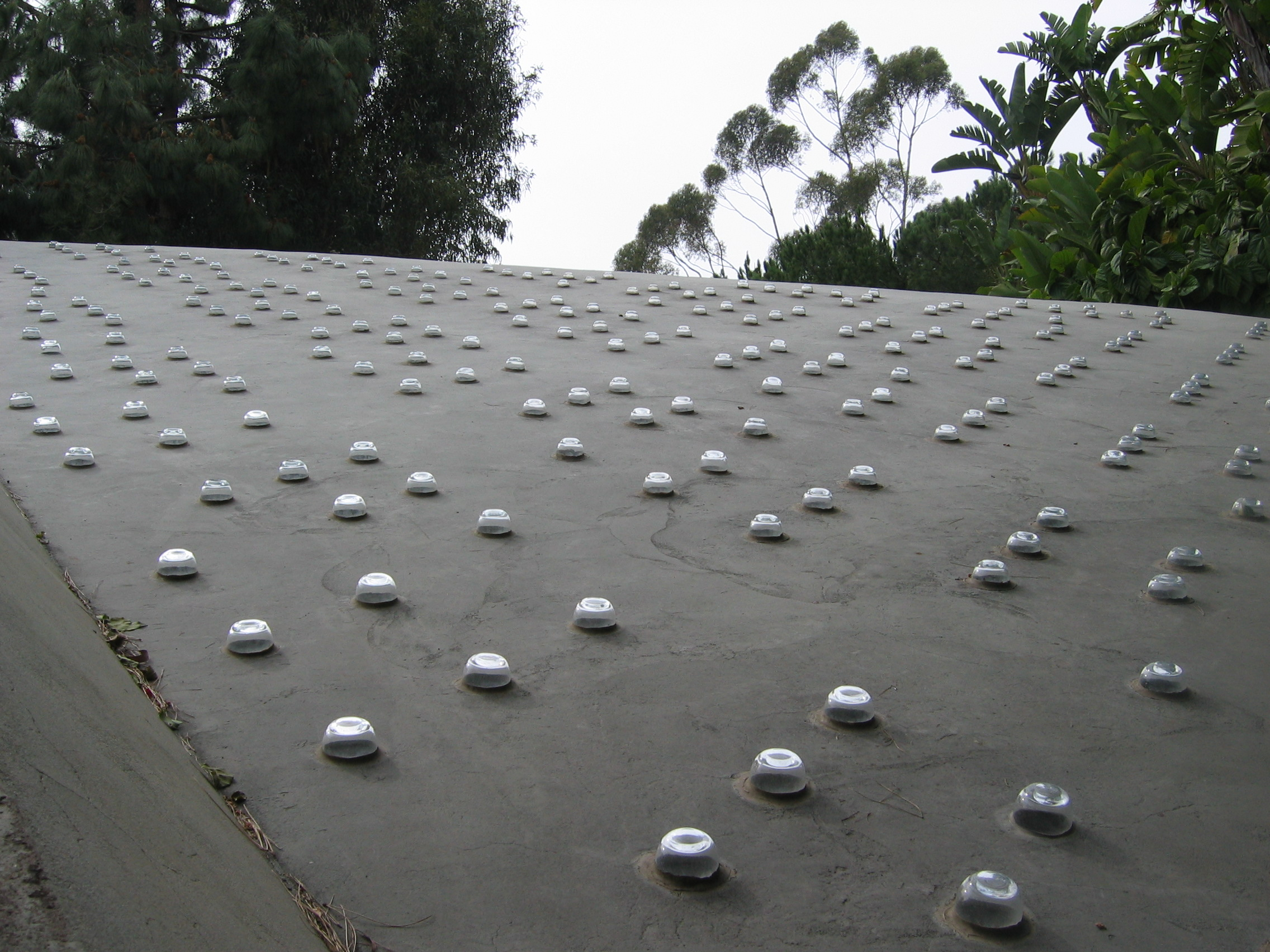
Vue de l'extérieur au-dessus du toit, des puits de lumière en verre.
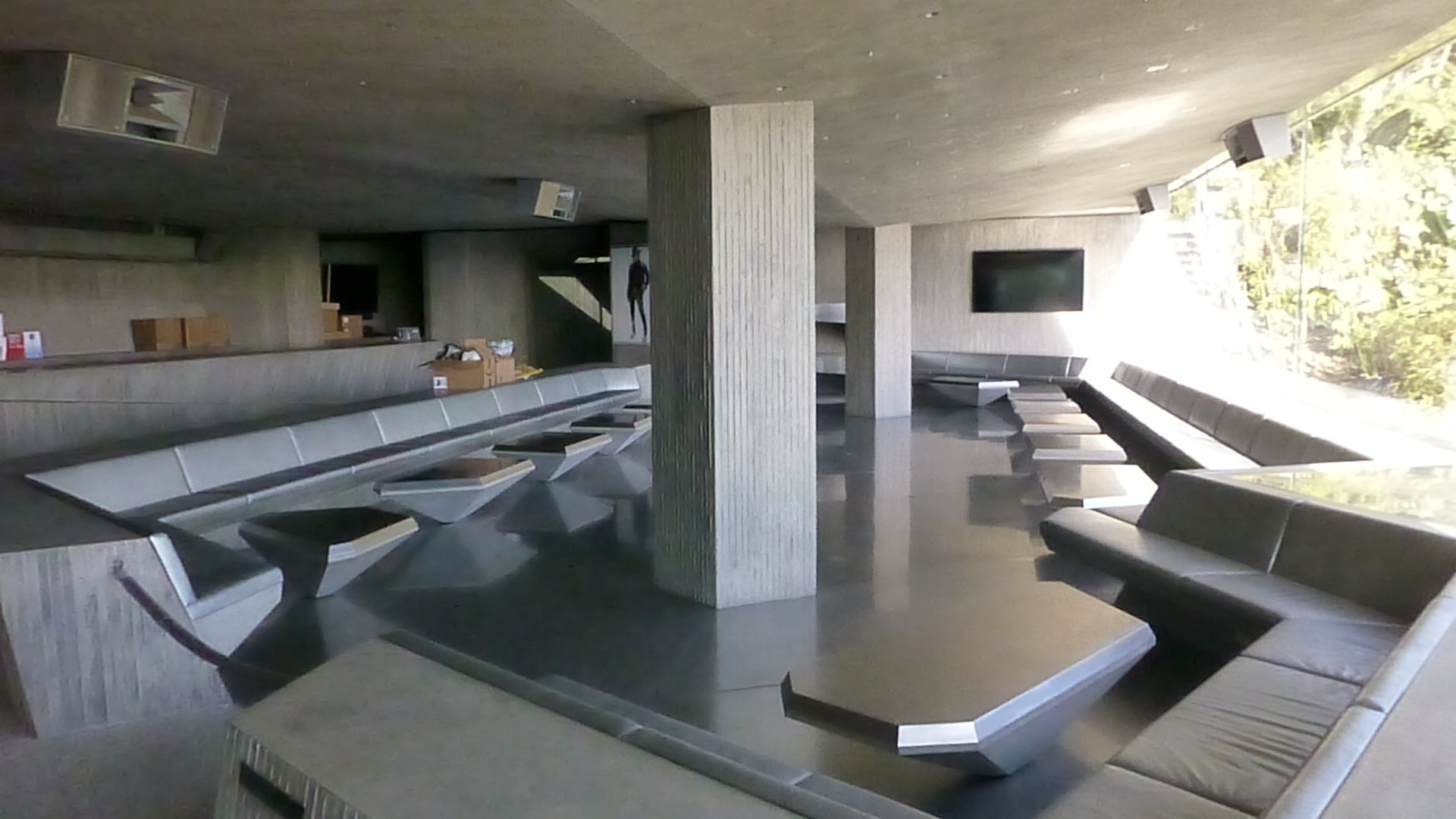
Club James
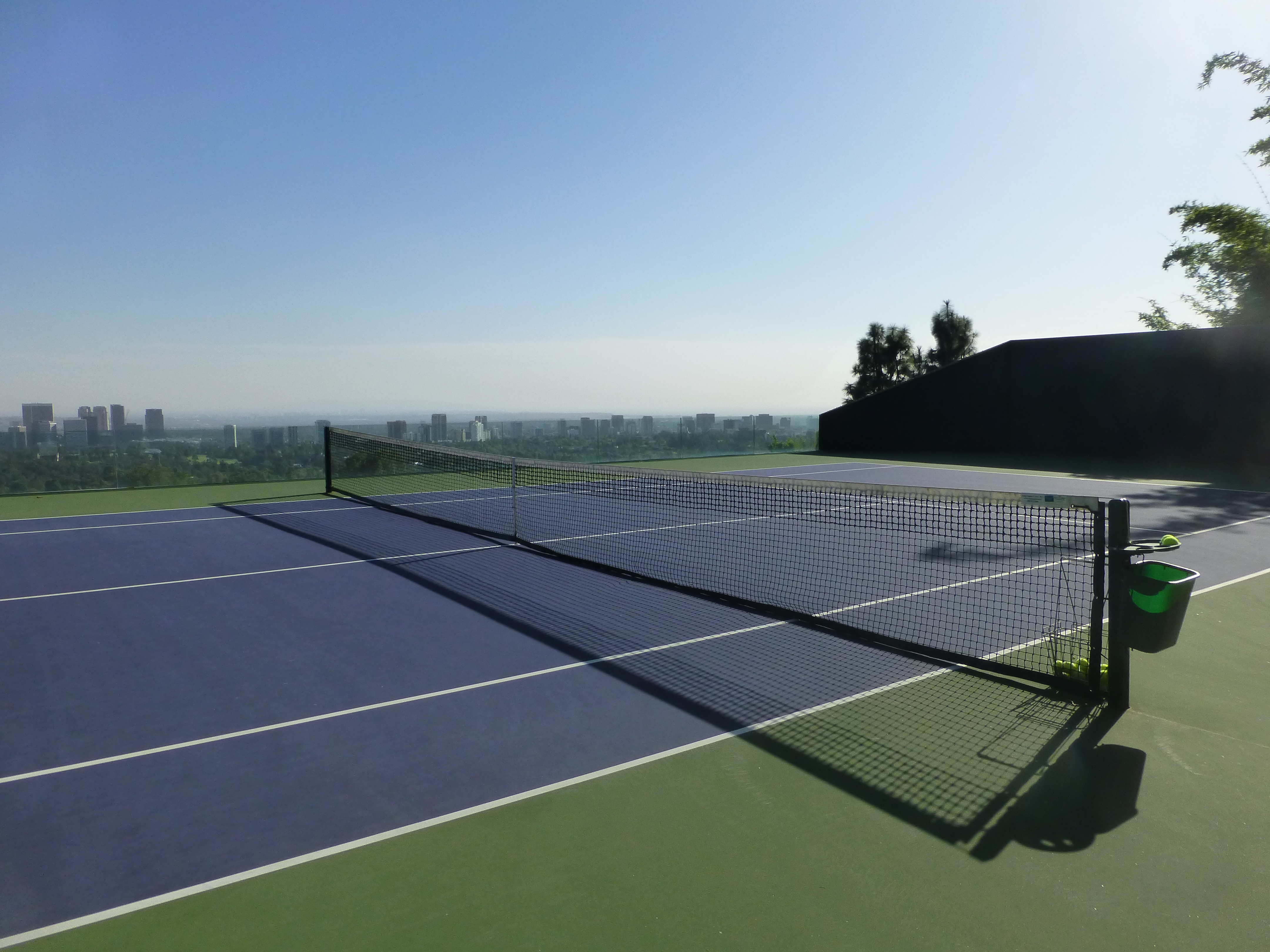
Court de tennis